# Meridiano 109 W
O meridiano 109 W é um meridiano que, partindo do Polo Norte, atravessa o Oceano Ártico, América do Norte, Oceano Pacífico, Oceano Antártico, Antártida e chega ao Polo Sul. Forma um círculo máximo com o Meridiano 71 E.
Nos Estados Unidos da América, as fronteiras ocidentais de Colorado e Novo México e as orientais de Utah e Arizona ficam no 32.º meridiano a oeste de Washington', o que dá 109°02'48" de longitude oeste: cerca de 3 minutos de longitude a oeste do meridiano 109 a oeste de Greenwich, cerca de 4,0 km.
Começando no Polo Norte, o meridiano 109º Oeste tem os seguintes cruzamentos:
| País, território ou mar | Notas |
| ----------------------- | --- |
| Oceano Ártico           | Passa a leste da ilha Borden, Nunavut, Canadá · Passa a leste da ilha Vesey Hamilton, Nunavut, Canadá                                                      |
| Canadá                  | Nunavut - Ilha Melville |
| Baía Sabine             | |
| Canadá                  | Nunavut - Ilha Melville |
| Canal de Parry          | Viscount Melville Sound |
| Canadá                  | Nunavut - Ilha Victoria |
| Estreito de Dease       | |
| Enseada de Bathurst     | |
| Canadá                  | Nunavut - Ilha Lewes, Ilhas Stockport e parte continental Territórios do Noroeste - passa no Grande Lago do Escravo Saskatchewan - passa no Lago Athabasca |
| Estados Unidos          | Montana Wyoming Colorado Novo México |
| México                  | Sonora fronteira Sonora / Chihuahua Sonora Sinaloa |
| Oceano Pacífico         | Passa a leste da Ilha de Clipperton (possessão ultramarina da França) · Passa a leste a Ilha de Páscoa, Chile                                              |
| Oceano Antártico        | |
| Antártida               | Território não reclamado |